# 前田正甫
前田 正甫（まえだ まさとし）は、越中富山藩の第2代藩主。

## 生涯
慶安2年（1649年）8月2日、初代藩主・前田利次の次男として生まれる。出生地は家老の近藤善右衛門の下屋敷であり、幼少期は城下の近藤宅で養育された。延宝2年（1674年）、父の死去により家督を継いで藩主となる。
藩政においては父の方針を受け継いで藩制の確立に努め、文武を奨励して多くの有能な人材を招聘した。金沢藩の支藩として成立した富山藩は、越中国内の旨味の良い土地を金沢本藩がおさえていたため、10万石といえど財政は豊かではなかった。正甫は新田開発や治水工事を行って生産力を向上させることはもちろん、自領の低い農業生産力に頼るだけではない、その他の殖産興業に努めることで、藩財政を豊かにしようとした。但馬からタタラ技術を導入して製鉄業を創始し、産業奨励などにも積極的に行なった。また、正甫は病弱であったとされ、ゆえに薬学に興味を持ち、（史料的な裏付けは無いが）江戸城腹痛事件で名をあげたとされる富山の反魂丹などの製薬業を奨励して諸国に広め、越中売薬の基礎を作った。
天和元年（1681年）には越後騒動による越後高田藩主・松平光長改易の際の高田城受け取り役を務めている。
宝永3年（1706年）4月19日に死去した。享年58。跡を子の利興が継いだ。

## 人物像
上記の事績により名君とされる一方で、重度の遊び好きでもあり、女癖が悪く、また、狼狩りを好んだと伝わる。
元禄15年（1702年）、城下の神通川沿いの一帯地域を御用屋敷地として、ここに東海道五十三次や琵琶湖および近江八景を写した大庭園を造った。庭園には人口の築山を作りこれを「富士山」（富士塚）とし、庭園からつながる神通川での舟遊び用の船を建造した。現在この屋敷の痕跡は残らない。富士山築山は、現在の磯部町、鹿島町、鉄砲町、七軒町にかかる大型のもので、富山県護国神社境内に組み入れられて長らく存続したが、1957年に除去されている。
同地一帯は正甫が幼少期に養育された家老の近藤長房の屋敷があった土地とされ、現在も同地に残る鹿島神社には、正甫の産湯の井戸とされる井戸が残っている。これらの大規模な造園はただの贅沢ではなく、幕府を油断させるための散財だったとする説もある。
日本における最初期の古銭収集家として、当時から現在にかけてもなお著名である。これに関した自著として『化蝶定階』、『化蝶類苑』（元禄9年（1696年）刊行）などがある。収集した古銭コレクションは後に火災に遭い、その後散逸した。
『土芥寇讎記』十四集では、文部両道にして法を守り道を正す善将、家民（家中と領民）を哀憐し人使いよし、家民ともに穏やかと辛口の同書において極めて良い評価をされている。また、「以前は同性愛の趣味が目立ったが、それを改めた。ただし美少年好き」と記されている。

## 立像
以後の富山藩繁栄の名君、また地場産業である製薬業の興隆の祖として親しまれており、1924年4月19日には、呉羽山山頂に衣冠束帯姿の銅像が建立された歴史がある。この像は、1944年6月16日金属類回収令による供出により失われたが、1954年4月10日、富山博覧会を契機に、富山城址公園内に新たに小袖姿の銅像が建てられている。

## 系譜
- 父：前田利次
- 母：八尾 - 柴田氏
- 正室：英姫 - 酒井忠挙の養女、中川久清の娘
  - 男子：主税
  - 女子：采女
- 側室：須磨 - 加藤氏
  - 次男：前田利興（1678-1733）
- 側室：高山氏
- 側室：松久院 - 藤木氏
  - 男子：前田利由
- 側室：赤尾氏
  - 女子：前田蘭子
  - 女子：前田逸子
- 側室：自貞院 - 高日月氏
  - 五男：前田利隆（1690-1744）
- 側室：正寿院 - 高田氏
  - 男子：空眠
- 側室：宝泉院 - 高畠氏
  - 女子：前田家子（酒井忠篤正室のち酒井忠英正室）
  - 女子：前田満子
- 側室：多室 - 高木氏
  - 男子：前田利郷
  - 男子：前田利寛
- 側室：延寿院 - 川口氏
  - 女子：前田為子（前田利理正室）
- 側室：木村氏
- 側室：中川氏
- 生母不詳の子女
  - 女子：前田帯子